# Фицалан, Генри, 19-й граф Арундел
Генри Фицалан (англ. Henry Fitzalan; 23 апреля 1512 — 24 февраля 1580) — английский аристократ, 9-й барон Мальтраверс с 1533 года и 19-й граф Арундел с 1544 года (до этого носил титул учтивости лорд Мальтраверс), кавалер ордена Подвязки. Был одним из самых влиятельных английских вельмож своего времени, неформальным главой католической партии. Участвовал в заговорах против Елизаветы I.

## Биография
Генри Фицалан принадлежал к одному из самых знатных родов Англии. Он родился в 1512 году и стал единственным сыном Уильяма Фицалана, 18-го графа Арундела, и Энн Перси. Через Вудвиллов он состоял в близком родстве с королевским домом. Генрих VIII, приходившийся Фицалану троюродным братом, стал его крёстным отцом. С юных лет Генри нёс придворную службу. В феврале 1533 года он был впервые вызван в парламент в качестве барона Мальтраверса, в июле 1534 года был в числе пэров, судивших барона Дакра из Гилсленда, в мае 1536 года — в числе судей, приговоривших к смерти Анну Болейн и виконта Рочфорда. В 1540 году барон стал наместником Кале и в этом качестве успел отремонтировать городские укрепления.
После смерти отца в январе 1544 года Фицалан вернулся в Англию и занял место в Палате лордов как граф Арундел. 24 апреля того же года он стал кавалером ордена Подвязки. Граф принял активное участие во французском походе и взятии Булони, за это был награждён должностью лорда-камергера. При малолетнем Эдуарде VI, взошедшем на престол в 1547 году, Фицалан стал одним из противников лорда-протектора Сомерсета. В 1549 году, после опалы Сомерсета, граф стал одним из шести опекунов короля. Из-за обвинений в злоупотреблениях, за которыми стоял Джон Дадли, граф Уорик, сэр Генри был уволен со всех постов и оштрафован на 12 тысяч фунтов стерлингов, но вскоре после этого его отправили в Сассекс, подавлять восстание. Фицалан с этой задачей справился.
Позже Арундел заключил союз с Сомерсетом против Уорика. В октябре 1551 года Сомерсет оказался в Тауэре из-за обвинения в государственной измене, а вслед за ним арестовали и сэра Генри. Графа обвиняли в поддержке планов убийства ряда лордов, но он настаивал на своей невиновности. В итоге дело ограничилось новым штрафом, вскоре Арундел был восстановлен в совете. Накануне смерти Эдуарда он протестовал против объявления незаконнорождёнными королевских сестёр, Марии и Елизаветы, и передачи короны Джейн Грей. Когда король умер, Арундел на словах поддержал Джейн, а на деле — Марию, которая вскоре заняла престол (июль 1553). Он получил от новой королевы должность управляющего двором, место в Тайном совете и ряд привилегий, связанных с владениями в Сассексе.
В 1555 году граф сопровождал мужа Марии Филиппа Испанского в Брюссель. В 1557 году, перед лицом очередной войны с Францией, он был назначен генерал-лейтенантом и капитаном сил обороны. В 1558 году, после смерти Марии, королевой стала Елизавета, которая не доверяла Арунделу, но всё же сохранила за ним все должности. В дальнейшем графа считали одним из возможных женихов королевы (это вызвало ссору между ним и фаворитом Елизаветы графом Лестером). В 1564 году сэр Генри, чем-то оскорбивший королеву, оказался на месяц в заключении и потерял свои придворные должности. Тем не менее он оставался одним из самых влиятельных вельмож, лидером католической партии и старой английской знати в целом. В последующие годы граф выступал за брак Марии Шотландской с Томасом Говардом, 4-м герцогом Норфолком, свержение Елизаветы и восстановление католичества в Англии.
В 1569 году, когда Норфолка обвинили в государственной измене, Арундел оказался под домашним арестом. В это самое время восстали северные католические лорды, и после разгрома некоторые из арестованных называли графа своим соучастником. Однако сэр Генри заявил, что действовал в интересах Елизаветы; та сделала вид, что верит ему, поскольку не хотела расправляться со столь влиятельной фигурой. Впоследствии Арундел выступал против брака королевы с герцогом Алансонским. В 1571 году, когда был раскрыт заговор Ридольфи, выяснилось, что граф долгие годы готовил свержение Елизаветы. Больше года он провёл под домашним арестом, а в дальнейшем отошёл от политики. Сэр Генри умер 24 февраля 1580 года в Арундел-Хаусе в Лондоне.

## Семья
Граф был женат на Кэтрин Грей, дочери Томаса Грея, 2-го маркиза Дорсета, и Маргарет Уоттон. В этом браке родились:
- Джейн (1537—1577), жена Джона Ламли, 1-го барона Ламли[6];
- Генри (1538—1556)[7];
- Мэри, жена Томаса Говарда, 4-го герцога Норфолка[8].

Второй брак Генри Фицалана, с Мэри Арундел (дочерью сэра Джона Арундела и Кэтрин Гренвилл), остался бездетным.